# Vasa Čubrilović
Vasa Čubrilović (srbsko Васа Чубриловић), bosansko-srbski politik in zgodovinar, * 14. januar 1897, Bosanska Gradiška, Bosna in Hercegovina, Avstro-Ogrska † 11. junij 1990 Beograd, SR Srbija, SFR Jugoslavija.
Čubrilović se je kot najstnik pridružil južnoslovanski študentski organizaciji Mlada Bosna in sodeloval pri zaroti za atentat na avstrijskega nadvojvodo Franca Ferdinanda 28. junija 1914. V zaroto je bil vpleten tudi njegov brat Veljko. Avstro-ogrske oblasti so Čubrilovića obsodile zaradi izdaje in mu izrekle šestnajstletno kazen; njegov brat je bil obsojen na smrt in usmrčen. Čubrilović je bil izpuščen iz zapora ob koncu vojne in nato odšel študirat zgodovino na univerzi v Zagrebu in Beogradu. Leta 1937 je imel v Srbskem kulturnem klubu predavanje, v katerem se je zavzel za izgon Albancev iz Jugoslavije. Dve leti kasneje je postal profesor zgodovine na Univerzi v Beogradu. Po napadu na Jugoslavijo aprila 1941 so Nemci Čubrilovića aretirali in poslali v koncentracijsko taborišče Banjica, kjer je ostal zaprt večino vojne. 
Ko se je druga svetovna vojna bližala koncu, je Čubrilović pozval jugoslovanske oblasti, naj iz države preženejo etnične manjšine (zlasti Nemce in Madžare). Po koncu vojne je postal vladni minister. Na položaju kmetijskega ministra se je zavzemal za izvajanje kmetijskih reform. V poznejših letih se je distanciral od panslovanske in kasneje nacionalistične ideologije svoje mladosti in izrazil obžalovanje zaradi atentata na Franca Ferdinanda. V času svoje smrti je bil zadnji preživeli udeleženec zarote proti nadvojvodi.